# マウピハア島
マウピハア島（Maupihaa）、またはモペリア島（Mopelia）は、フランス領ポリネシアに属する島。リーワード諸島に属し、マウピティ島から西300kmの地点に位置する。黒真珠の母貝の生産地として、かつては季節労働者がこの島に時期になると移住して真珠に携わっていた。
1917年、第一次世界大戦において通商破壊に従事したドイツの帆船、ゼーアドラー号は本島へ座礁したことにより放棄された。